# Лановецкий сахарный завод
Лановецкий сахарный завод — предприятие пищевой промышленности в городе Лановцы Тернопольской области.

## История
В связи с расширением посевов сахарной свёклы в Лановецком районе и увеличением её урожайности, было принято решение о строительстве в соответствии с пятым пятилетним планом восстановления и развития народного хозяйства СССР сахарного завода в райцентре Лановцы. Строительство предприятия началось в 1955 году, по решению Тернопольского обкома ЛКСМУ объект получил статус комсомольской стройки, в которой приняли участие 250 комсомольцев из всех районов области. Вместе с заводом были построены заводской посёлок и заводская ТЭЦ. Осенью 1959 года завод был введён в эксплуатацию. Изначально проектная мощность предприятия обеспечивала возможность перерабатывать 2,5 тыс. тонн свёклы в сутки, в следующие годы мощность завода была увеличена.
Начавшая работу одновременно с заводом заводская ТЭЦ позволила электрифицировать ряд колхозов Лановецкого района и соседнего Шумского района Тернопольской области.
В первые годы завод производил 11 — 15 тыс. тонн сахара-песка в год, в 1965 году — 25 тыс. тонн.
В 1968 году заводскую ТЭЦ (и Лановцы в целом) подключили к Добротворской ГРЭС.
В 1971 году завод произвёл 32,4 тыс. тонн сахара-песка, а в 1972 году увеличил объём производства и выполнил план производства сахара на 102 %.
По состоянию на 1973 год на заводе работали 1200 человек (из них 140 коммунистов и комсомольцев), 158 из них состояли во Всесоюзном обществе изобретателей и рационализаторов. Завод входил в число передовых предприятий — только в период с начала 1966 до конца 1972 года рабочие завода внесли 528 рационализаторских предложений, за счёт внедрения которых предприятие получило 462 тыс. рублей экономии.
В целом, в советское время входил в число крупнейших предприятий райцентра, на его балансе находились объекты социальной инфраструктуры (жилой микрорайон, библиотека и др.).
После провозглашения независимости Украины государственное предприятие было преобразовано в открытое акционерное общество. В конце 1998 года Фонд государственного имущества Украины передал семь сахарных заводов Тернопольской области (в том числе, Лановецкий сахарный завод) киевскому концерну «Комплекс».
В 2013 году завод не функционировал. В 2014 году положение предприятия осложнилось, возникла угроза закрытия завода.
В декабре 2016 года завод (ранее принадлежавший холдингу «Т-Цукор») был куплен немецкой компанией «Pfeifer & Langen». В январе 2017 года местные жители сорвали попытку новых владельцев завода демонтировать и вывезти заводское оборудование.